# USL Pro 2014
USL Pro w roku 2014 był czwartym sezonem tych rozgrywek. Po raz pierwszy w historii mistrzem USL został klub Sacramento Republic FC, natomiast wicemistrzem Harrisburg City Islanders.

## Sezon zasadniczy
| #  | Drużyna                   | M  | Z  | R  | P  | BR+ | BR- | +/- | Punkty | Uwagi    |
| -- | ------------------------- | -- | -- | -- | -- | --- | --- | --- | ------ | -------- |
| 1  | Orlando City SC           | 28 | 19 | 5  | 4  | 56  | 24  | +32 | 62     | Play Off |
| 2  | Sacramento Republic FC    | 28 | 17 | 4  | 7  | 49  | 28  | +21 | 55     | Play Off |
| 3  | Los Angeles Galaxy II     | 28 | 15 | 6  | 7  | 54  | 38  | +16 | 51     | Play Off |
| 4  | Richmond Kickers          | 28 | 13 | 12 | 3  | 53  | 28  | +25 | 51     | Play Off |
| 5  | Charleston Battery        | 28 | 11 | 8  | 9  | 36  | 31  | +5  | 41     | Play Off |
| 6  | Rochester Rhinos          | 28 | 10 | 8  | 10 | 29  | 25  | +4  | 38     | Play Off |
| 7  | Wilmington Hammerheads FC | 28 | 9  | 11 | 8  | 35  | 33  | +2  | 38     | Play Off |
| 8  | Harrisburg City Islanders | 28 | 10 | 7  | 11 | 45  | 46  | −1  | 37     | Play Off |
| 9  | Arizona United SC         | 28 | 10 | 5  | 13 | 32  | 47  | −15 | 33     |          |
| 10 | Oklahoma City Energy FC   | 28 | 9  | 5  | 14 | 32  | 37  | −5  | 32     |          |
| 11 | Pittsburgh Riverhounds SC | 28 | 9  | 5  | 14 | 35  | 49  | −14 | 32     |          |
| 12 | Charlotte Eagles          | 28 | 9  | 4  | 15 | 33  | 40  | −7  | 31     |          |
| 13 | Orange County Blues FC    | 28 | 9  | 1  | 18 | 31  | 54  | −23 | 28     |          |
| 14 | Dayton Dutch Lions        | 28 | 6  | 4  | 18 | 28  | 63  | −35 | 22     |          |

Aktualne na 7 sierpnia 2020. Źródło:
Zasady ustalania kolejności: 1. liczba zdobytych punktów; 2. różnica zdobytych bramek; 3. większa liczba zdobytych bramek.

## Play Off

### Ćwierćfinał
| Drużyna 1              | Wynik       | Drużyna 2                 |
| ---------------------- | ----------- | ------------------------- |
| Richmond Kickers       | 2:1 po dog. | Charleston Battery        |
| Orlando City FC        | 0:1         | Harrisburg City Islanders |
| Sacramento Republic FC | 4:1         | Wilmington Hammerheads FC |
| Los Angeles Galaxy II  | 2:1         | Rochester Rhinos          |

### Półfinał
| Drużyna 1              | Wynik | Drużyna 2                 |
| ---------------------- | ----- | ------------------------- |
| Richmond Kickers       | 2:3   | Harrisburg City Islanders |
| Sacramento Republic FC | 3:2   | Los Angeles Galaxy II     |

### Finał
| Drużyna 1              | Wynik | Drużyna 2                 |
| ---------------------- | ----- | ------------------------- |
| Sacramento Republic FC | 2:0   | Harrisburg City Islanders |